# مجموعه‌های مجزا

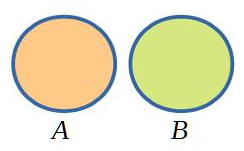
مجموعه‌های مجزا

در نظریه مجموعه‌ها دو  مجموعهٔ {\displaystyle A} و {\displaystyle B} مجموعه‌های مجزا (به انگلیسی: Disjoint sets) هستند، دارای هیچ عضو مشترکی نباشند. چند مجموعه به صورت زوج مجزا هستند اگر هر جفت دوتایی از آن‌ها دارای عضو مشترک نباشد.

## تعریف
مجموعه‌های {\displaystyle A} و {\displaystyle B} مجزا هستند، زمانی که اشتراک آن‌ها مجموعهٔ تهی باشد، در این صورت داریم:
{\displaystyle A\cap B=\emptyset }
یک خانواده {\displaystyle (M_{i})_{i\in I}} (مجموعه‌ای از مجموعه‌ها) زمانی مجزا است که تمامی اعضای آن جفت-جفت مجزا باشند، در این صورت داریم:
{\displaystyle M_{i}\cap M_{j}=\emptyset } برای {\displaystyle \!\,i\neq j} و {\displaystyle i,j\in I}
اگر اجتماع این مجموعه‌ها را در نظر بگیریم، آنگاه اجتماع مجموعه‌های مجزا به دست می‌آید که به شکل زیر است:
{\displaystyle M={\dot {\bigcup _{i\in I}}}M_{i}}
اگر اعضای خانواده مجموعهٔ تهی نباشند، در این صورت به افراز مجموعه {\displaystyle M} می‌رسیم.
به صورت همانند می‌توان به جای خانواده مجموعه‌ها از سیستم مجموعه‌ها هم استفاده کرد.

## مثال
- مجموعه‌های {\displaystyle A=\{1,2,3\}} و {\displaystyle B=\{7,8,11\}} مجزایند، چون هیچ عضو مشترکی ندارد.
- مجموعه‌های {\displaystyle A=\{1,2,7\}} و {\displaystyle B=\{6,7,8,11\}} مجزا نیستند، چون دارای عضو مشترک {\displaystyle 7} هستند.
- سه مجموعهٔ {\displaystyle A=\{1,2,3\}}، {\displaystyle B=\{4,5\}} و {\displaystyle C=\{5,6,7\}} به صورت جفت مجزا نیستند، چون حداقل یکی از اشتراک‌های آن‌ها ({\displaystyle B\cap C}) مجموعهٔ غیرتهی است.

افراز زیر، افرازی نامتناهی از مجموعه‌های مجزا است که اعداد صحیح را شکل می‌دهند:
{\displaystyle \{0\},\{1,-1\},\{2,-2\},\{3,-3\},\{4,-4\},\ldots }.

## خصوصیات
- مجموعه تهی {\displaystyle \emptyset } از هر مجموعهٔ دیگر مجزاست.
- {\displaystyle \{a\}} و {\displaystyle B} حتماً مجزا هستند، اگر {\displaystyle a\notin B}.
- قدرت یک اجتماع مجزا متناهی برابر است با جمع تک تک قدرت‌ها. برای اجتماع‌های غیر مجزا به فرمول زیب مراجعه کنید.